# Holtbyrnia cyanocephala
Holtbyrnia cyanocephala är en fiskart som först beskrevs av Krefft, 1967.  Holtbyrnia cyanocephala ingår i släktet Holtbyrnia och familjen Platytroctidae. Inga underarter finns listade i Catalogue of Life.